# Phoenicoprocta capistrata
Phoenicoprocta capistrata là một loài bướm đêm thuộc phân họ Arctiinae, họ Erebidae.